# Microgale jenkinsae
Microgale jenkinsae är ett däggdjur i släktet långsvanstanrekar som upptäcktes 2004. Artepitet i det vetenskapliga namnet hedrar den brittiska zoologen Paulina D. Jenkins.

## Utseende
Typexemplaret hade en kroppslängd (huvud och bål) av 62 mm, en svanslängd av 79 mm, 15 mm långa bakfötter, 18 mm långa öron och en vikt av 4,9 g. Arten har agouti pälsfärg på ovansidan som är tät och mjuk samt en ljusgrå undersida med vita hårspetsar. På svansen finns fina silvervita hår men den underliggande huden är synlig. Den är mörkbrun på ovansidan och ljusbrun på undersidan. Även på fötternas ovansida förekommer silvervit päls. Liksom hos Microgale pusilla men avvikande från alla andra långsvanstanrekar har den andra premolara tanden bara en rot.

## Utbredning och habitat
Arten är bara känd från en mindre region på sydvästra Madagaskar. Den första individen hittades vid 80 meter över havet. Området är täckt av lövfällande skog med flera taggiga buskar. Troligen vistas djuret som andra släktmedlemmar på marken.

## Status
Microgale jenkinsae hotas av skogsavverkningar för att etablera jordbruksmark samt av svedjebruk. IUCN listar arten som starkt hotad (EN).